# Marry You
«Marry You» —en español: «Casarme contigo»— es una canción del cantante y compositor estadounidense Bruno Mars, perteneciente a su álbum debut, Doo-Wops & Hooligans. La canción fue escrita y producida por The Smeezingtons. La letra habla sobre una idea espontánea de matrimonio. Fue lanzada como sencillo el 22 de agosto de 2011. Ha entrado en las listas de varios países, como Estados Unidos, Reino Unido o Canadá. Recibió críticas mixtas.
En noviembre de 2010, la canción fue interpretada en la serie de televisión Glee y en The Secret Life of the American Teenager donde las mejores amigas de la protagonistas crearon un "mob" en la escuela después de la supuesta boda de los protagonistas.
La canción debutó en el #85 en el Hot 100 de los Estados Unidos y alcanzó la posición número #5 el 22 de septiembre de 2011.

## Antecedentes y composición
"Marry You" fue escrita por Mars, Philip Lawrence y Ari Levine, y fue producida por The Smeezingtons. La canción tiene elementos de pop y R&B. "Marry You" es una canción de amor, que trata sobre una pareja que repentinamente decide casarse. Dura tres minutos y cincuenta segundos. Está compuesto en compás de 4/4 y en la tonalidad Fa mayor, con un tempo de 144 golpes por minuto. El rango vocal de Mars se extiende desde la nota C4 hasta la D5.

## Críticas
"Marry You" recibió críticas mixtas. Tim Sendra de Allmusic dijo que la canción es "agradablemente tonta" pero alabó su "dinámica y matizada producción". Becky Bain de Idolator quedó impresionada por la canción y la describió como "una canción de matrimonio de Motown". Jack Foley de IndieLondon dijo que la canción es "extremadamente pegadiza" y que "es otro sencillo llamativo de Bruno Mars y vuelve al astuto love-pop de "Just the Way You Are"".

## Listas

### Semanal
| Gráfica (2010–12)                          | Máxima posición |
| ------------------------------------------ | --------------- |
| Australia (ARIA)                           | 8               |
| Austria (Ö3 Austria Top 40)                | 4               |
| Bélgica (Flandes) (Ultratop 50)            | 11              |
| Bélgica (Valonia) (Ultratop 50)            | 19              |
| Canadá (Canadian Hot 100)                  | 10              |
| Francia (SNEP)                             | 51              |
| Alemania (Media Control AG)                | 15              |
| Hungría (Rádiós Top 40)                    | 24              |
| Israel (Media Forest)                      | 1               |
| Japón (Japan Hot 100)                      | 67              |
| Lebanon (The Official Lebanese Top 20)     | 15              |
| Luxembourg Digital Songs Sales (Billboard) | 6               |
| Mexico Ingles Airplay (Billboard)          | 29              |
| Países Bajos (Dutch Top 40)                | 13              |
| Países Bajos (Mega Single Top 100)         | 22              |
| Nueva Zelanda (Recorded Music NZ)          | 5               |
| Eslovaquia (Rádio Top 100)                 | 1               |
| Corea del Sur (Gaon)                       | 15              |
| España (Top 100 Canciones)                 | 30              |
| Suiza (Schweizer Hitparade)                | 16              |
| Reino Unido (UK Singles Chart)             | 11              |
| Estados Unidos (Billboard Hot 100)         | 85              |

| Gráfica (2014–19)                | Máxima posición |
| -------------------------------- | --------------- |
| España (Top 100 Canciones)       | 26              |
| Dinamarca (Tracklisten)          | 32              |
| Polonia (Polish Airplay Top 100) | 65              |

## Versiones
La canción fue versionada en el episodio "Furt" de la serie de televisión Glee, que se estrenó en noviembre de 2010. Esta versión llegó al número 27 en la lista de Australia, al 31 en Irlanda y al 32 en Estados Unidos.